# Sociedade Brasileira de Administração e Proteção de Direitos Intelectuais
Sociedade Brasileira de Administração e Proteção de Direitos Intelectuais ou SOCINPRO é uma instituição brasileira que cobra os direitos autorais do Brasil.
Foi fundada no ano de 1962 e é uma das nove associações que integram o ECAD.
Na década de 2000, era uma das seis entidades consideradas como efetivas, com direito a voto na assembleia-geral do ECAD.
Em 2018, a associação foi habilitada pelo Ministério da Cultura a arrecadar os direitos autorais, realizando cobranças diretamente.